# Benny McCarthy
Benny McCarthy (Deelish (County Waterford), 1975) is een Iers accordeonist en trekzakspeler in de traditionele Ierse band Danú.
Hij begon te spelen op de leeftijd van dertien jaar onder leiding van zijn leraar Bobby Gardiner. Hij leerde ook veel van het spel van de bekende accordeonspelers Jackie Daly, Joe Derrane en Máirtin O'Connor.
In 1994 won hij de Oireachtas Competition voor accordeon en melodeon. De verzorging en reparatie van zijn instrumenten doet Benny zelf. Zijn broer Stephen is een sean-nós danser en zijn zuster Sharon een talentvolle jonge violiste en bespeelster van de bodhrán. Hij was betrokken bij de oprichting van Danú.

## Discografie
- Danú - 1997
- Rattle the Boards - 1998
- Think before you think - 1999
- All things considered - 2000
- The road less traveled - 2003
- Up in the air - 2003
- When all is said and done - 2004
- One night stand - 2004